# Lucie Štěpánková
Lucie Štěpánková (* 30. července 1981 Vsetín) je česká herečka.

## Život
Vystudovala Janáčkovu konzervatoř v Ostravě, v letech 2001 až 2007 byla v angažmá ve Východočeském divadle v Pardubicích. Od roku 2007 působí v Divadle na Vinohradech. V roce 2009 získala Cenu Thálie pro mladé činoherce do 33 let.

## Filmografie
- Bakaláři (1987)
- Krvavý Hugo (1997)
- Pojišťovna štěstí (2004)
- Redakce (2004)
- Ulice (2005)
- Tři srdce (2007)
- Na vlky železa (2008)
- 10 způsobů lásky (2008)
- Cesty domů (2010)
- Vyprávěj IV. (2013)
- Všechny moje lásky (2015)
- Život a doba soudce A. K. (2017)
- Profesor T. (2017)
- Specialisté (2017)
- Policie Modrava (2019)
- Sever (2019)
- Past (2020)
- Ochránce (2021)
- Guru (2022)
- Zlatá labuť (2023)
- Bod obnovy (2023)